# Неклониці
Неклониці (пол. Niekłonice) — село в Польщі, у гміні Свешино Кошалінського повіту Західнопоморського воєводства.
Населення — 703 особи (2011).
У 1975-1998 роках село належало до Кошалінського воєводства.

## Демографія
Демографічна структура станом на 31 березня 2011 року:
|          | Загалом | Допрацездатний вік | Працездатний вік | Постпрацездатний вік |
| -------- | ------- | ------------------ | ---------------- | -------------------- |
| Чоловіки | 332     | 80                 | 231              | 21                   |
| Жінки    | 371     | 82                 | 242              | 47                   |
| Разом    | 703     | 162                | 473              | 68                   |